# The Fall
The Fall je angleška post-punk skupina, ustanovljena v Prestwichu, Greater Manchester, leta 1976. Od takrat obstaja v različnih zasedbah, vedno z edinim stalnim članom in ustanoviteljem Markom E. Smithom (1957–2018). Skupina je bila sopotnica punk gibanja konec sedemdesetih let, njena glasba pa se je skozi leta spreminjala, a še vedno ostaja zazanamovana z značilnim ponavljanjem, rezkimi kitarskimi zvoki, podprta s Smithovimi vokali in pogosto nejasnimi, skrivnostnimi besedili, ki jih je kritik Steve Huey opisač kot »abstraktno poezijo polno zapletenih besednih iger, zdravega razuma in duhovitosti, ostrega motrenja družbe, in splošne mizantropije (ki ni vedno jasno izražena, ampak vseeno očitna).«
Skupina ima obsežno diskografijo: do aprila 2008 so izdali 27 studijskih albumov ter trikrat toliko koncertnih albumov in ostalih izdaj. The Fall kljub svojemu kultnemu statusu pravega uspeha pri širši publiki nikoli niso dosegli, razen nekaj manjših hitov v poznih osemdesetih letih. BBC-jev DJ John Peel se je zanje zavzemal vse od začetka njihove kariere, jih navedel kot svoj najljubši bend, in to pojasnil s slavno izjavo, da so »pač vedno drugačni, vedno isti«.

## Diskografija

### Studijski albumi
- Live at the Witch Trials (1979)
- Dragnet (1979)
- Grotesque (After the Gramme) (1980)
- Slates (1981)
- Hex Enduction Hour (1982)
- Room to Live (Undilutable Slang Truth!) (1982)
- Perverted by Language (1983)
- The Wonderful and Frightening World of The Fall (1984)
- This Nation's Saving Grace (1985)
- Bend Sinister (1986)
- The Frenz Experiment (1988)
- I Am Kurious Oranj (1988)
- Extricate (1990)
- Shift-Work (1991)
- Selfish (1992)
- The Infotainment Scan (1993)
- Middle Class Revolt (1994)
- Cerebral Caustic (1995)
- The Light User Syndrome (1996)
- Levitate (1997)
- The Marshall Suite (1999)
- The Unutterable (2000)
- Are You Are Missing Winner (2001)
- The Real New Fall LP (Formerly Country on the Click) (2003)
- Fall Heads Roll (2005)
- Reformation Post TLC (2007)
- Imperial Wax Solvent (2008)
- Our Future - Your Clutter (2010)